# Rhynchaenus cinereus
Rhynchaenus cinereus är en skalbaggsart som beskrevs av Olof Immanuel von Fåhraeus 1843. Rhynchaenus cinereus ingår i släktet Rhynchaenus, och familjen vivlar. Arten har ej påträffats i Sverige.